# Reserva nacional Futaleufú
La reserva nacional Futaleufú es una área natural protegida de Chile, ubicada en la comuna de Futaleufú, en la Región de Los Lagos, en el sur del país. La reserva abarca una superficie de 12 000 ha y en su interior corren los ríos Futaleufú y Espolón. Fue creada el 8 de febrero de 1998, y forma parte de la Biosfera de Bosques Templados Lluviosos de los Andes Australes, distinguida por la UNESCO en 2007.

## Biodiversidad

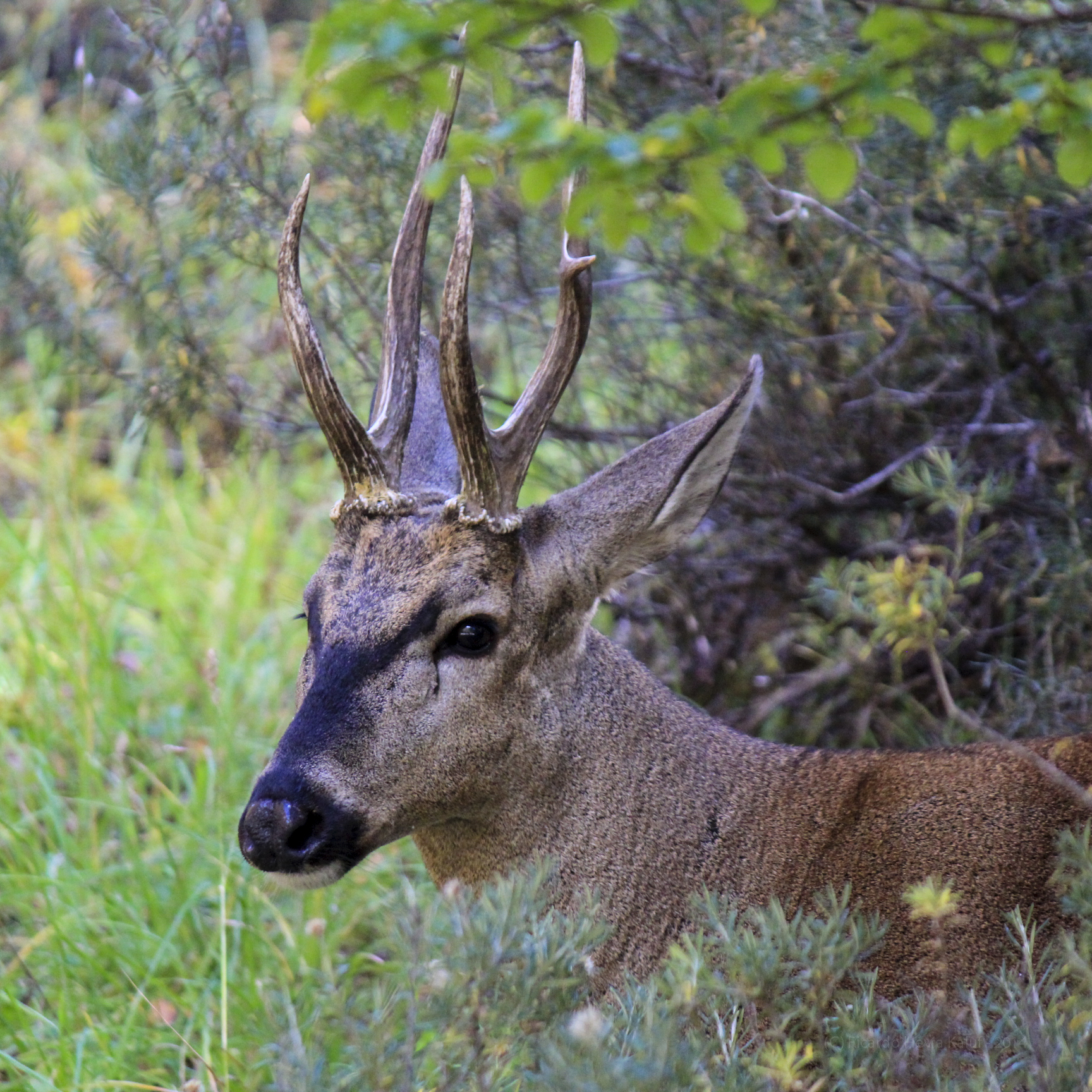
Huemul (Hippocamelus bisulcus).

Las principales especies arbóreas que se pueden encontrar en esta reserva son el ciprés de la cordillera (Austrocedrus chilensis), el coigüe de Magallanes (Nothofagus betuloides) y la lenga (Nothofagus pumilio) entre otros.
La reserva es hábitat de algunas especies sobre las que existe algún grado de amenaza. La fauna más representativa incluye güiñas (Leopardus guigna), chingues, zorros culpeos (Lycalopex culpaeus) y numerosos roedores criceticos. Pobladores del lugar han informado el avistaje de jabalíes y en ocasiones de piches (Zaedyus pichiy].

La especie que posee mayor trascendencia para la reserva es el huemul (Hippocamelus bisulcus), especie amenazada a nivel mundial. En el 2012 se inició un proyecto de investigación para determinar la cantidad y distribución de los ejemplares dentro del área. En 2014, los resultados de este estudio permiten suponer que el huemul estaría encontrando en la reserva un hábitat adecuado de reproducción.
Se ha registrado la presencia de algunas especies exóticas, como el conejo europeo (Oryctolagus cuniculus) y la liebre europea (Lepus europaeus).
El área protegida alberga variedad de avifauna, que incluye aves de hábitos acuáticos como el pato maicero (Anas georgica), el biguá	(Phalacrocorax brasilianus) y el martín pescador grande (Megaceryle torquata); rapaces como el chimango (Milvago chimango) y pájaros cantores como el huet-huet común (Pteroptochos tarnii), el chucao (Scelorchilus rubecula), la remolinera araucana (Cinclodes patagonicus) y los tordos renegrido  (Molothrus bonariensis) y patagónico  (Curaeus curaeus).
A los efectos de preservación, la reserva ha sido zonificada en sectores con grados crecientes de protección, desde zonas destinadas exclusivamente a fines de investigación y observación, hasta sectores habilitados para el uso sostenible de los recursos, en este caso el recurso forestal.

## Recursos turísticos
Esta reserva nacional posee varios miradores y senderos para caminatas y cabalgatas, entre ellos:
- Veranada - Correntoso: dirigido a una cascada
- Los Piedreros: se recorre a través de un bosque de ciprés.
- La Aguada: se inicia en el sector del Río Chico, recorre el Cerro La Bandera y culmina en el Valle Las Escalas.

Este lugar no cuenta con infraestructura de servicios.
El río Futaleufú es reconocido por sus condiciones para la práctica del rafting con rápidos categoría IV y V, que indican aguas blancas muy turbulentas.

## Visitantes

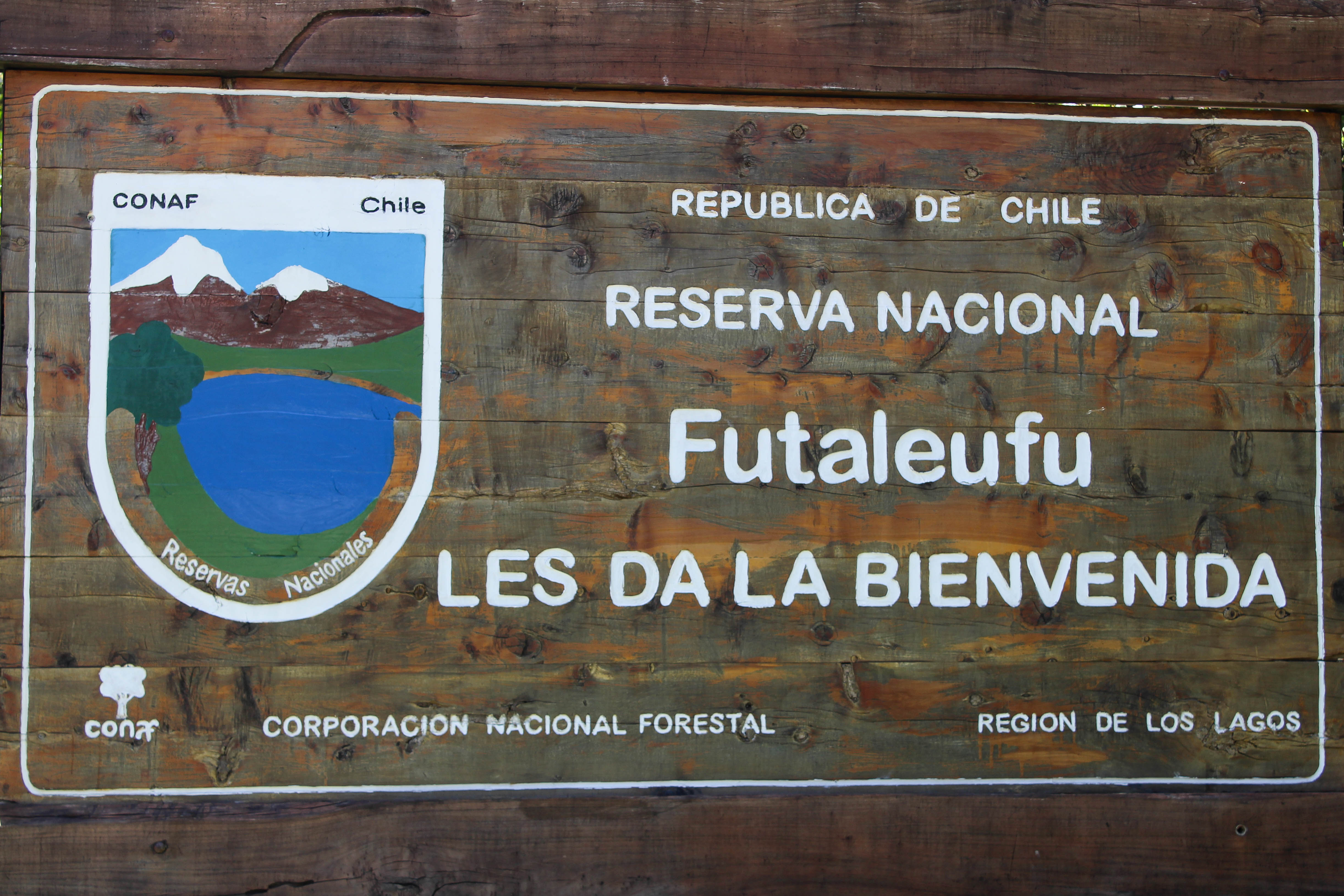
Bienvenida a visitantes en la Reserva nacional Futaleufú.

Esta reserva recibe una pequeña cantidad de visitantes chilenos y extranjeros cada año.No hay datos disponibles para el periodo 2007-2010.
| Año         | 2011 | 2012 | 2013 | 2014 | 2015  | 2016  | 2017  | 2018  | 2019  | 2020  | 2021  | 2022  | 2023  | 2024  |
| ----------- | ---- | ---- | ---- | ---- | ----- | ----- | ----- | ----- | ----- | ----- | ----- | ----- | ----- | ----- |
| chilenos    | 270  | 394  | 461  | 572  | 1.001 | 1.965 | 2.298 | 1.698 | 2.837 | 3.284 | 2.576 | 4.256 | 2.478 | 3.772 |
| extranjeros | 35   | 77   | 99   | 197  | 245   | 458   | 489   | 590   | 925   | 728   | 423   | 532   | 793   | 595   |
| Total       | 305  | 471  | 560  | 769  | 1.246 | 2.423 | 2.787 | 2.288 | 3.762 | 4.012 | 2.999 | 4.788 | 3.271 | 4.367 |

## Protección del subsuelo
La Reserva Nacional Futaleufú cuenta con una protección de su subsuelo como lugar de interés científico para efectos mineros, según lo establece el artículo 17 del Código de Minería. Estas labores sólo pueden ser ejecutadas mediante un permiso escrito por el presidente de la República y firmado además por el ministro de Minería.
La condición de lugar de interés científico para efectos mineros fue establecida mediante Decreto Supremo N°602 de 8 de septiembre de 1998 y publicado el 11 de diciembre de 1998. que fija el polígono de protección.